# Filsbäck
Filsbäck är en tätort belägen sex kilometer öster om Lidköping. Det är ett villasamhälle beläget intill Vänern i Sävare socken.

## Historia
Filsbäck har fått sitt namn efter Filsbäcken som flyter genom området. Filsbäcken har runnit som ett undanskymt lopp genom tät vegetation och kan därför ha fått sitt namn från fornvästnordiskans ord fylsn som betyder "gömställe".
Två domarringar finns öster om Filsbäck på Filsbäcks gårds ägor. Den ena består av 8 stora gråstensblock som bildar en 16 meter i diameter stor ring. Den andra stensättningen har 9 stenar inklusive en bautasten. I närheten har även urnegravar med brända ben, kol och aska påträffats. Gamla kungagravar ska också finnas i anslutning till ringarna.
Filsbäcks gård har anor tillbaka till medeltiden och är närmare 600 år gammal. Den omnämns i skrifter som säteri redan år 1371, då riddaren Leho Offradson ägde gården efter att ha övertagit den efter sina föräldrar. På 1870-talet fanns ungefär tjugo torp och backstugor runt gården, bl.a. Helde och Ravelstorp.
I början av 1900-talet byggdes sommarstugor i Filsbäck. 

### Befolkningsutveckling
| Befolkningsutvecklingen i Filsbäck 1975–2020 | Befolkningsutvecklingen i Filsbäck 1975–2020 | Befolkningsutvecklingen i Filsbäck 1975–2020 | Befolkningsutvecklingen i Filsbäck 1975–2020 | Befolkningsutvecklingen i Filsbäck 1975–2020 |
| -------------------------------------------- | -------------------------------------------- | -------------------------------------------- | -------------------------------------------- | -------------------------------------------- |
|                                              |                                              |                                              |                                              |                                              |
| År                                           |                                              |                                              | Folkmängd                                    | Areal (ha)                                   |
| 1975                                         | 1975                                         |                                              | 317                                          |                                              |
| 1980                                         | 1980                                         |                                              | 550                                          |                                              |
| 1990                                         | 1990                                         |                                              | 677                                          | 54                                           |
| 1995                                         | 1995                                         |                                              | 647                                          | 54                                           |
| 2000                                         | 2000                                         |                                              | 638                                          | 53                                           |
| 2005                                         | 2005                                         |                                              | 647                                          | 53                                           |
| 2010                                         | 2010                                         |                                              | 615                                          | 53                                           |
| 2015                                         | 2015                                         |                                              | 689                                          | 107                                          |
| 2020                                         | 2020                                         |                                              | 667                                          | 105                                          |
| Anm.: Ny tätort 1975                         |                                              |                                              |                                              |                                              |

## Samhället
Filsbäck består av två villaområden, kallade "Gamla området" och "Nya området", som ligger på varsin sida av Stenåsvägen. "Gamla området" byggdes på 1970-talet och "Nya området" några år senare och består till viss del av kedjehus. I "Gamla området" lever gamla torpnamn kvar som gatunamn som till exempel Stenåsvägen, Smedtorpsvägen, Myråsvägen och Raveltorpsvägen. Nya området har båtliv och vatten i gatunamnen som Paddelvägen, Kanotvägen, Simvägen, Dykvägen, Jollevägen osv. 
Filsbäcks gård ligger i Filsbäck liksom Fritztorp, Johannesbacken och Lilla Hyn.
Invid orten finns en badplats innerst i Kinneviken och en camping.

## Kommunikationer
Filsbäck har en station på Kinnekullebanan.

## Sport
Filsbäcks golfbana är en 12-hålsbana. Det finns även luftgevär- och elektronskyttebana på området. Det finns även en större golfbana i Filsbäck, öster om samhället.